# Hrachov (Svatý Jan)
Hrachov je vesnice, část obce Svatý Jan v okrese Příbram ve Středočeském kraji. Nachází se přibližně šedesát kilometrů jižně od Prahy. V roce 2011 zde trvale žilo 211 obyvatel.
Hrachov je také název katastrálního území o rozloze 6,25 km². V katastrálním území Hrachov leží i vrchy Šibenný a Na stakři, samoty či osady U Vondráčků, Hodíkov, Zrůbek (pouze část na levém břehu Brziny), Přívozec a severní část Roviště.

## Historie
První písemná zmínka o vesnici pochází z roku 1409.
V současnosti[kdy?] v Hrachově žije přibližně 300 obyvatel v 58 staveních a 40 bytových jednotkách. Ve vsi se nachází knihovna, sbor dobrovolných hasičů, hospoda a obchod. Dále se v obci nachází útulek Domov Fauny. V minulosti zde fungovalo několik dětských táborů, z nichž jsou v současnosti v provozu již jen dva.
V nedaleké osadě Zrůbek se nachází sezónní restaurace a půjčovna loděk. Dále také přístaviště pro sezónní plavby výletních lodí, v nedaleké osadě Roviště se nalézá kemp, chatová oblast, několik sezónních pohostinských zařízení a přístaviště.

## Galerie

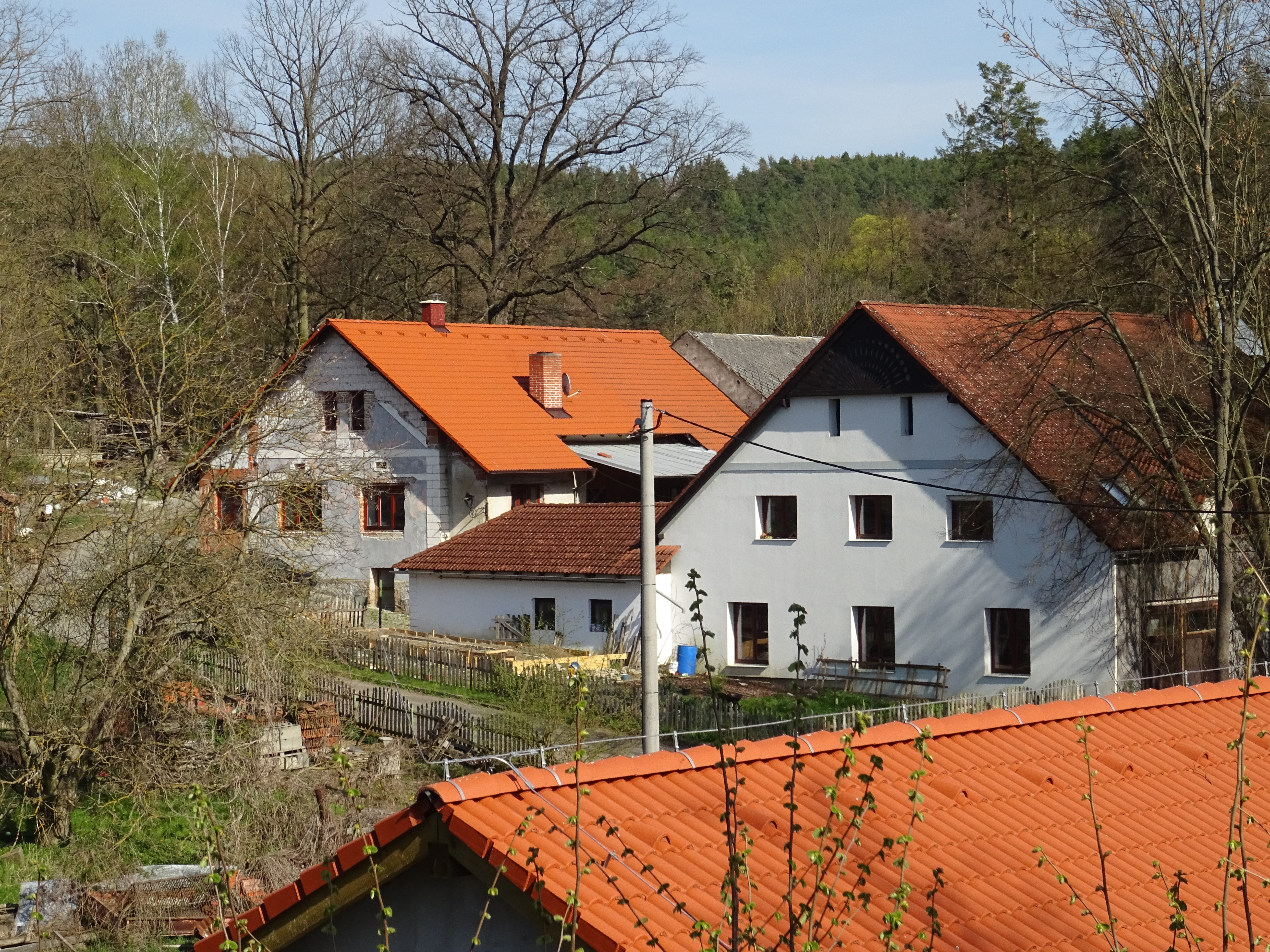
Kučerův mlýn
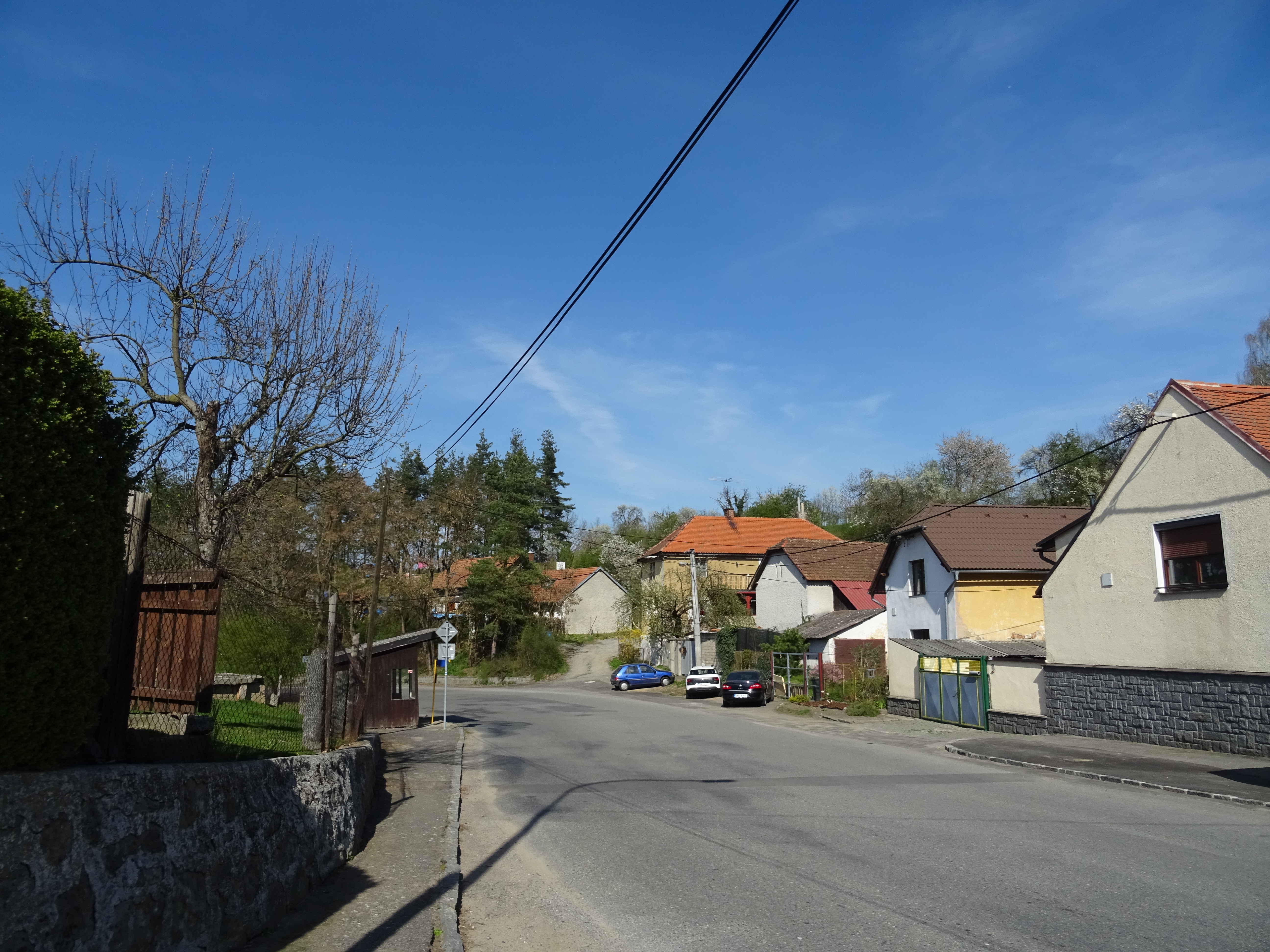
Domy
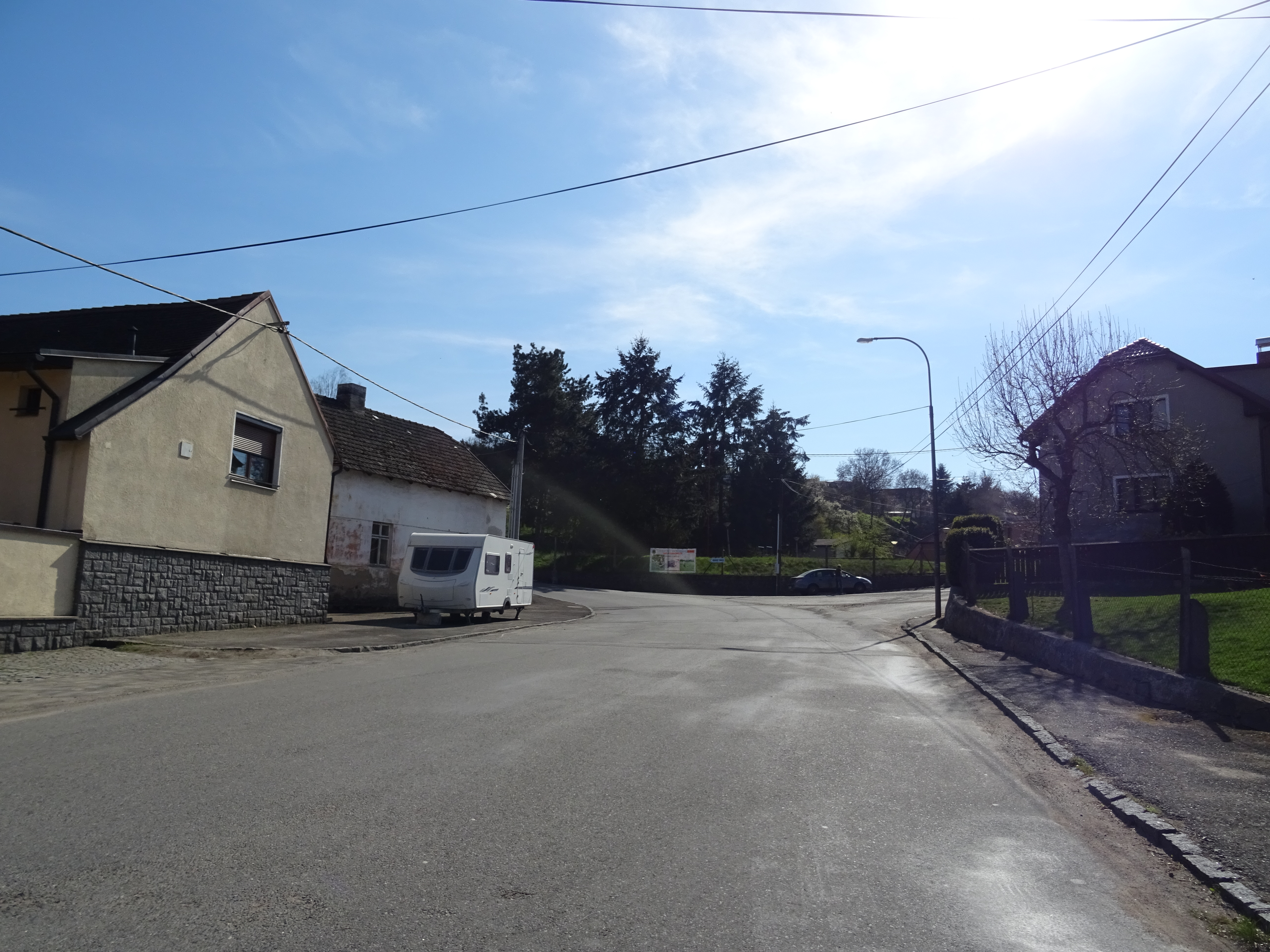
Ulice